# Каспля (озеро)
Каспля (Касплянское) — ложбинное озеро ледникового происхождения в Смоленской области России. Находится на территории Касплянского сельского поселения в северо-восточной части Смоленского района. С 1 октября 1981 года имеет статус гидрологического памятника природы регионального значения. Площадь поверхности — 3,45 км². Объём воды — 0,00793 км³. Площадь водосборного бассейна — 420 км². Высота над уровнем моря — 160,2 м.

## Название
Туманная структура слова Каспля связана с древностью заимствования корня, легшего в основу топонима. Название имеет западно-балтийское происхождение от корня апе — «вода», и связано, возможно, с балтийскими племенами, поселившимися в этой местности 4-6 тыс. лет назад, основным видом деятельности которых был водный промысел, что и отражено в названии гидронима. В дальнейшем произошла славянизация корня апе, приведшая в итоге к текущей форме топонима.

## Общая характеристика
Берега главным образом высокие. На северном и восточном берегах есть песчаные пляжи. Принадлежит бассейну реки Каспли. Берега сильно изрезанные. Дно ровное с понижениями в средней и юго-западной части, илистое, с залежами песчанистых сапропелей, у берегов песчаное. Когда-то озеро было одной из частей древнего пути «Из варяг в греки».